# الدودة الفاتحة

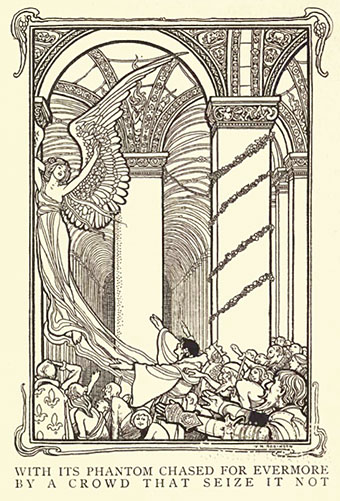

«الدودة الفاتحة» (بالإنجليزية: The Conqueror Worm)‏ هي قصيدة كتبها إدغار آلان بو حول وفاة الإنسان وحتمية الموت. وقد نشرت لأول مرة بشكل منفصل في مجلة غراهام في عام 1843، ولكن سرعان ما أصبحت مرتبطة مع قصة بو القصيرة «ليجيا» بعد أن أضاف بو القصيدة إلى طبعة منقحة من القصة في عام 1845. في القصة المنقحة، تم تأليف القصيدة من قبل شخصية ليجيا ويتعلمها الراوي في النوبات التي أدت لوفاتها.